# The Silent Corner and the Empty Stage
Albums de Peter Hammill
Chameleon in the Shadow of the Night
(1973) In Camera
(1974)
The Silent Corner and the Empty Stage est le troisième album de Peter Hammill, sorti en 1974. À noter, la présence de Randy California du groupe Spirit pour la guitare solo sur Red Shift. 

## Liste des titres
Toutes les compositions sont de Peter Hammill.
1. Modern
2. Wilhelmina
3. The Lie (Bernini's St. Theresa)
4. Forsaken Gardens
5. Red Shift
6. Rubicon
7. A Louse is Not a Home

- Pièces bonus sur la réédition de 2006 en CD.

1. The Lie (Live)[3]
2. Rubicon (BBC)[3]
3. Red Shift (BBC)[3]

## Musiciens
- Peter Hammill : guitare, basse (sur 1,2 et 6), piano, harmonium, claviers, chant, mellotron et oscillateur
- Randy California : guitare solo sur Red Shift
- Hugh Banton : orgue, clavier, basse (sur 3,4 et 7) chœurs
- Guy Evans : batterie et percussions.
- David Jackson – flûte, saxophones alto, ténor et soprano.

## Production
- Peter Hammill : Production
- Pat Moran : Ingénieur
- David Hentschel :  Mixing
- Bettina Hohls :  Design de la jaquette